# Saint-Silvain-Montaigut
Saint-Silvain-Montaigut település Franciaországban, Creuse megyében. Lakosainak száma 193 fő (2022. január 1.). Saint-Silvain-Montaigut La Brionne, Gartempe, Montaigut-le-Blanc, Saint-Léger-le-Guérétois, Saint-Vaury és Saint-Victor-en-Marche községekkel határos.

## Népesség
A település népessége az elmúlt években az alábbi módon változott:
| Lakosok száma | 311  | 216  | 198  | 190  | 177  | 197  | 213  | 226  | 215  | 193  |
|               | 1968 | 1982 | 1990 | 2006 | 2013 | 2015 | 2017 | 2019 | 2020 | 2022 |